# 北総開発鉄道7300形電車
北総開発鉄道7300形電車（ほくそうかいはつてつどう7300がたでんしゃ）とは、1991年（平成3年）3月31日に運用を開始した北総開発鉄道（現・北総鉄道）が導入した通勤形電車である。
本項では7300形のほか、京成電鉄からのリース車である7800形電車（7800がたでんしゃ）、および千葉ニュータウン鉄道9800形電車（9800がたでんしゃ）についても記述する。

## 概要
京成電鉄3700形をベースとしており、1991年3月に京成高砂 - 新鎌ヶ谷間（2期線）開業に合わせて8両2編成が7300形として自社発注により導入された。さらに2000年代に入ると京成電鉄からのリース車も導入されており、こちらは現在8両3編成が在籍する。リース車も形式自体は変わらないが、車両番号は7800番台として区分され、7800形として扱われる。
また、2017年には同様に京成からのリースという形で千葉ニュータウン鉄道へ8両1編成が同社9800形として導入されている。

なお、1994年（平成6年）に全く異なるデザインで登場した住宅・都市整備公団発注の9100形電車（C-Flyer、現・千葉ニュータウン鉄道所有）は、主要機器については本形式とほぼ同一の機構を採用している。

## 北総鉄道7300形（新造車）

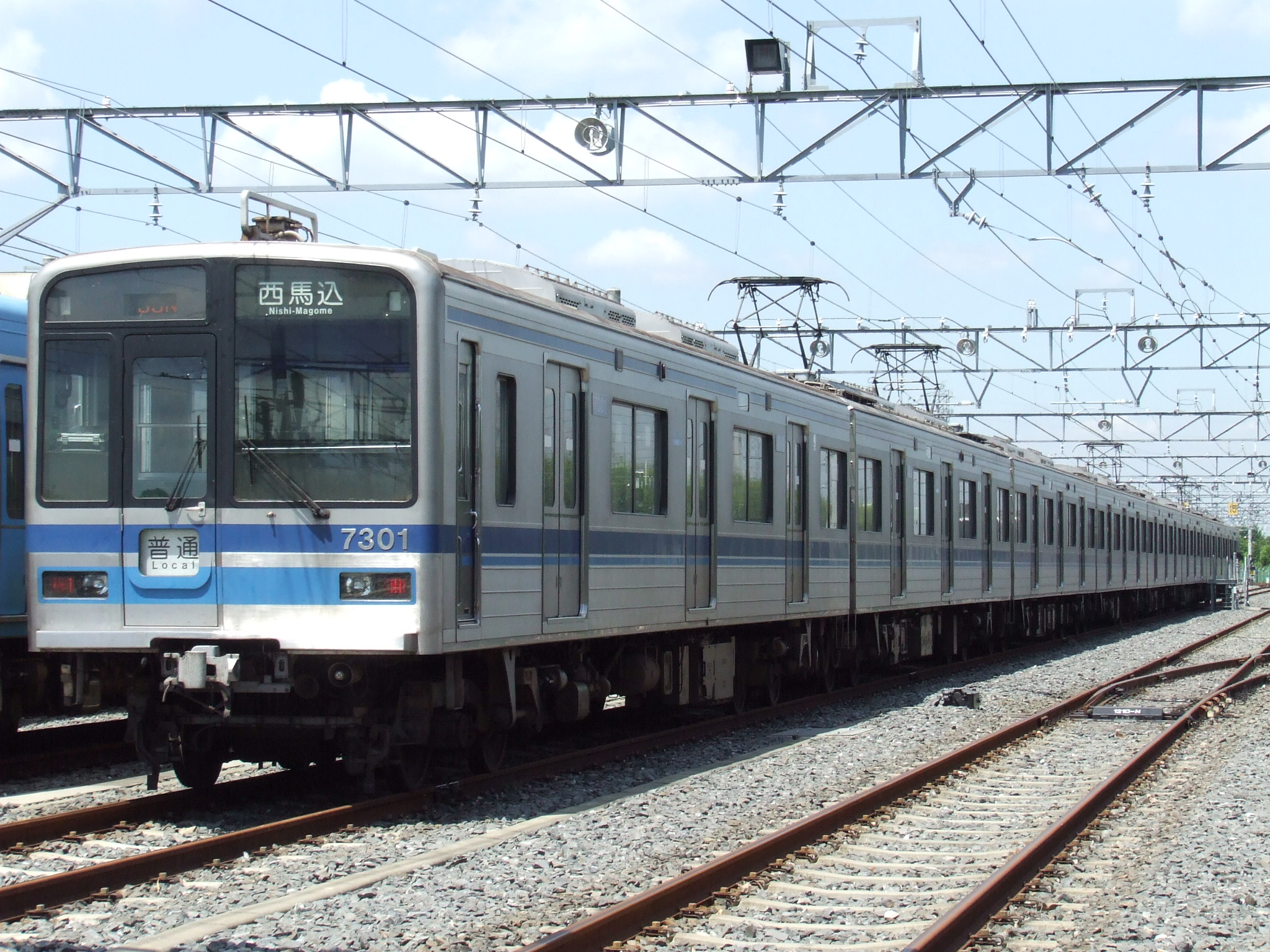
更新前の7300形7308編成
（2007年8月 印旛車両基地）

京成高砂駅 - 新鎌ヶ谷駅間の開業時に導入された。京成3700形1次車の基本設計を踏襲し、同一設計の軽量ステンレス車体を採用するが、車体の帯色やブレーキシューの形態など細部が異なる部分がある。
落成当では北総開発鉄道が新京成電鉄との相互直通運転を行っていた都合から、自社線内にて使用するIR方式の列車無線に加え、新京成線乗り入れ対応としてSR（空間波）方式の列車無線を装備し、無線切替スイッチを「新京成」側にすることによって限流値（モーターに流す電流の量）を標準の73.3 Aから58.8 Aへ降下する機構を備えていた。これは当時脆弱であった新京成線内の電気設備に適合させるための機構で、これにより新京成線内運用時は起動加速度が2.8 km/h/s（標準3.5 km/h/s）に抑制されるようになっていた。
関東地方の地下鉄以外の鉄道事業者の車両では、京成3700形と同時に初めて標準採用となるLED式車内案内表示器が客用ドアの上部に設置された。

## 北総鉄道7800形（リース車）

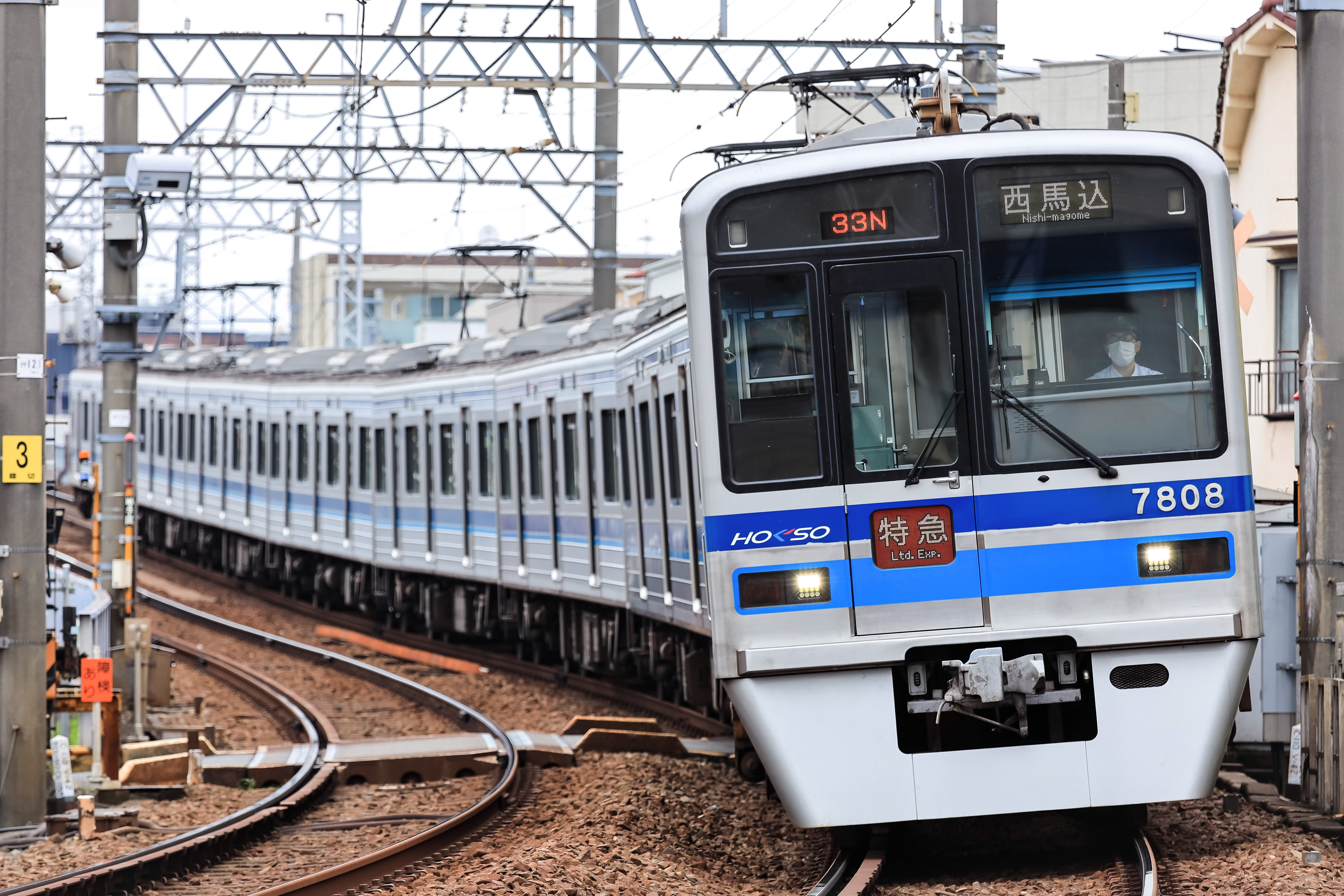
7800形7808編成
（2021年6月30日 京成立石駅 - 青砥駅間）

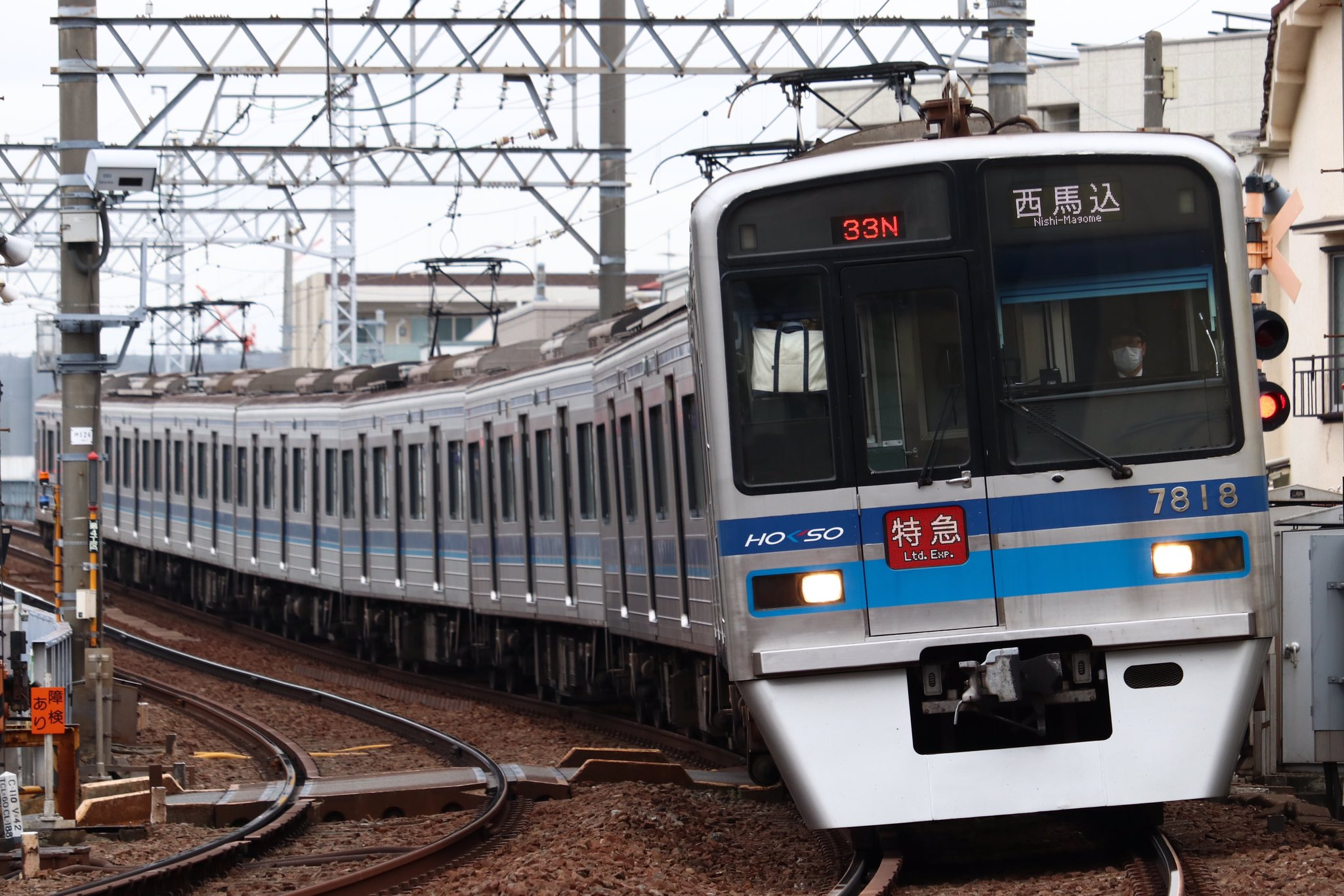
脱線事故当該の7818編成
（2020年3月4日 京成立石駅 - 青砥駅間）

8両3編成がリースされている。事故により1編成が京成電鉄とトレードされたため、総数としては4編成となる。
2003年（平成15年）2月、京成電鉄より3700形3808編成（3808 - 3801）のリースを受け、車両番号の千位を7へ変更した7808編成（7808 - 7801）として導入された。北総カラーの青帯への変更と車両番号表記プレート・銘板類の交換が施されている。同編成は1997年（平成9年）12月に日本車輌製造で落成した編成で京成3700形の4次車に相当し、落成当初から排障器（スカート）が設置されていた点などが新造車とは異なる。7808編成の運用開始に伴い、京成3150形電車のリース車両であった7050形4両編成2本（7094・7054編成）が京成へ返却され、廃車となった。
この編成は前述の通り7800形とも呼称され、自社発注車と区別して扱われることがある。国土交通省への届出や北総鉄道による許認可関係資料などでも、7300形とは別形式の7800形として届け出ている。
その後、2015年3月に7818編成が導入された。廃車となった7260形7268編成の代替として、京成3700形3748編成がリースされた編成である。
さらに2018年に7828編成が導入された。京成3700形3778編成がリースされた編成である。同編成は車番の配置が9808編成と同様となっている。

### 脱線事故の影響
7818編成は2020年6月12日に京成電鉄青砥駅構内で脱線事故を起こしている。事故後、2021年6月末に北総鉄道から除籍され、京成電鉄に返却された。2両が廃車となり、2021年12月より6両編成の3748編成として復帰した。
代替処置として2021年12月に7838編成（京成3700形3768編成のリース）が導入されている。

## 千葉ニュータウン鉄道9800形

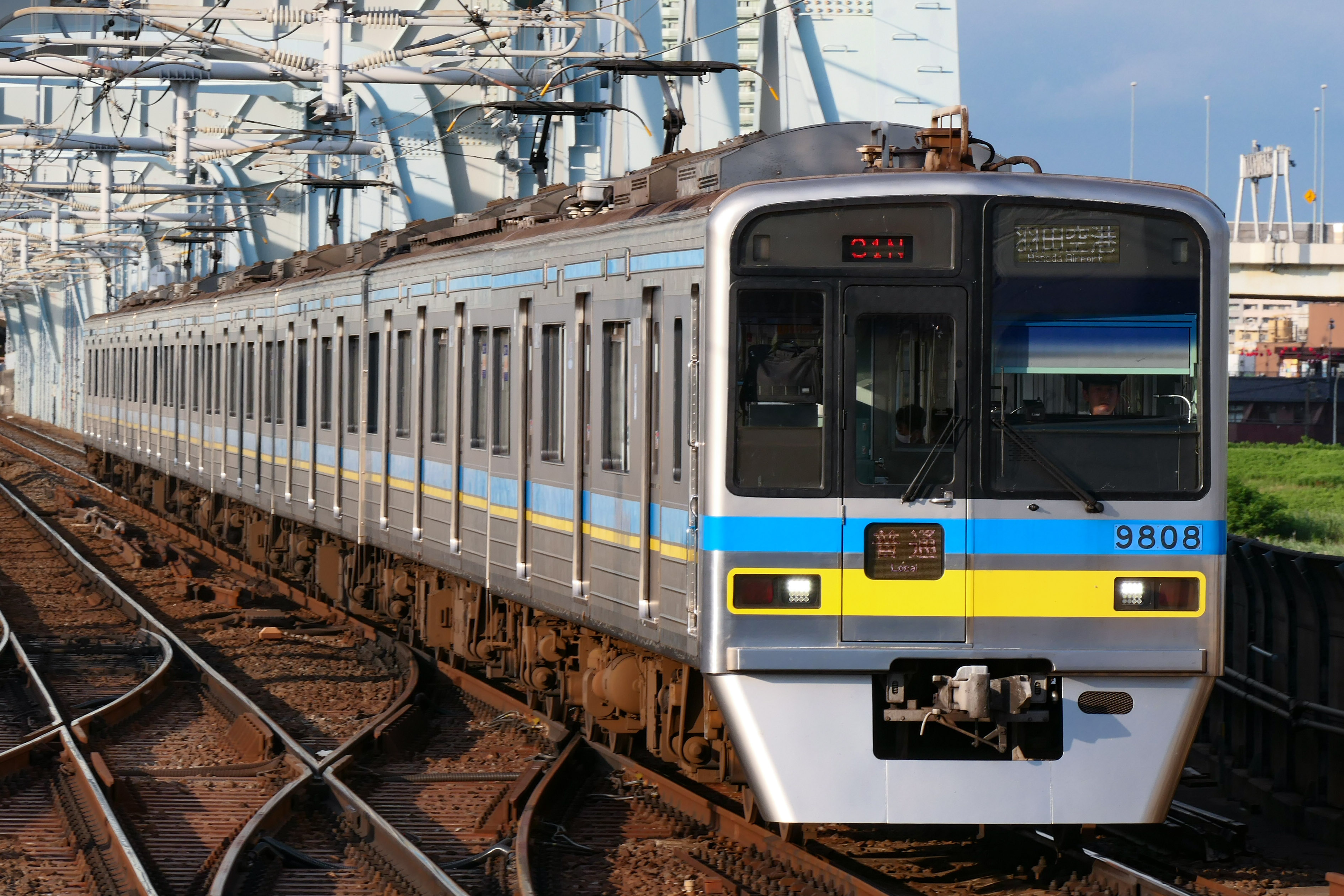
千葉ニュータウン鉄道9800形
（2021年7月 八広駅）

9000形の老朽置き換えのため8両1編成（9808編成）が導入され、2017年（平成29年）3月21日に営業運転を開始した。京成3700形の3738編成がリースされたもので、千葉ニュータウン鉄道が保有、北総鉄道が管理している。帯色は9200形に準じている。車両の仕様は3700形2次車として製造された7818編成（京成3748編成）とほぼ共通（車両製造は東急車輛製造）。

## 編成ごとの相違点
新造車は京成3700形の1次車と同一仕様、7808編成は4次車、7818・9808編成は2次車、7828・7838編成は3次車であり、それぞれ製造時期が異なることや、リース車は元々京成電鉄の仕様で製造されたため、相違点が存在する。
- 種別表示器の枠下半分の処理 - 新造車は出っ張り、リース車はフラット。
- 車内のプレート類などの違い - 新造車は車両番号表記プレートが白地にベージュ文字、7808・7818編成は紺地に白字。禁煙プレートは7808編成が下にリブレ京成の広告入りだが、新造車は禁煙表示のみ。
- 先頭車前面の切抜き文字による車両番号表記 - 自社発注の新造車は北総の制式書体（ヘルベチカ）。リース車の場合、7808編成は改番された千位の“7”のみがヘルベチカに交換され、下3桁は京成の書体を引き続き使用している。
- リース車は先頭車に車椅子スペース・ベビーカースペースを備える。新造車も2019年度から2020年度にかけて設置された（京成3700形1次車は現在も未設置）。
- 床材の模様の違い - 新造車は外側が黄緑色、内側がクリーム色。7808編成はベージュの石目柄。
- 乗降促進チャイム音 - 新造車は3700形1次車に採用されたチャイムを搭載している。
- パンタグラフ - 新造車はシングルアーム式に交換されたが、リース車は下枠交差式のままであった。後に新造車同様にシングルアーム式に交換されている。なお、7838編成は京成電鉄時代にシングルアーム式に交換された。

## 導入後の変化

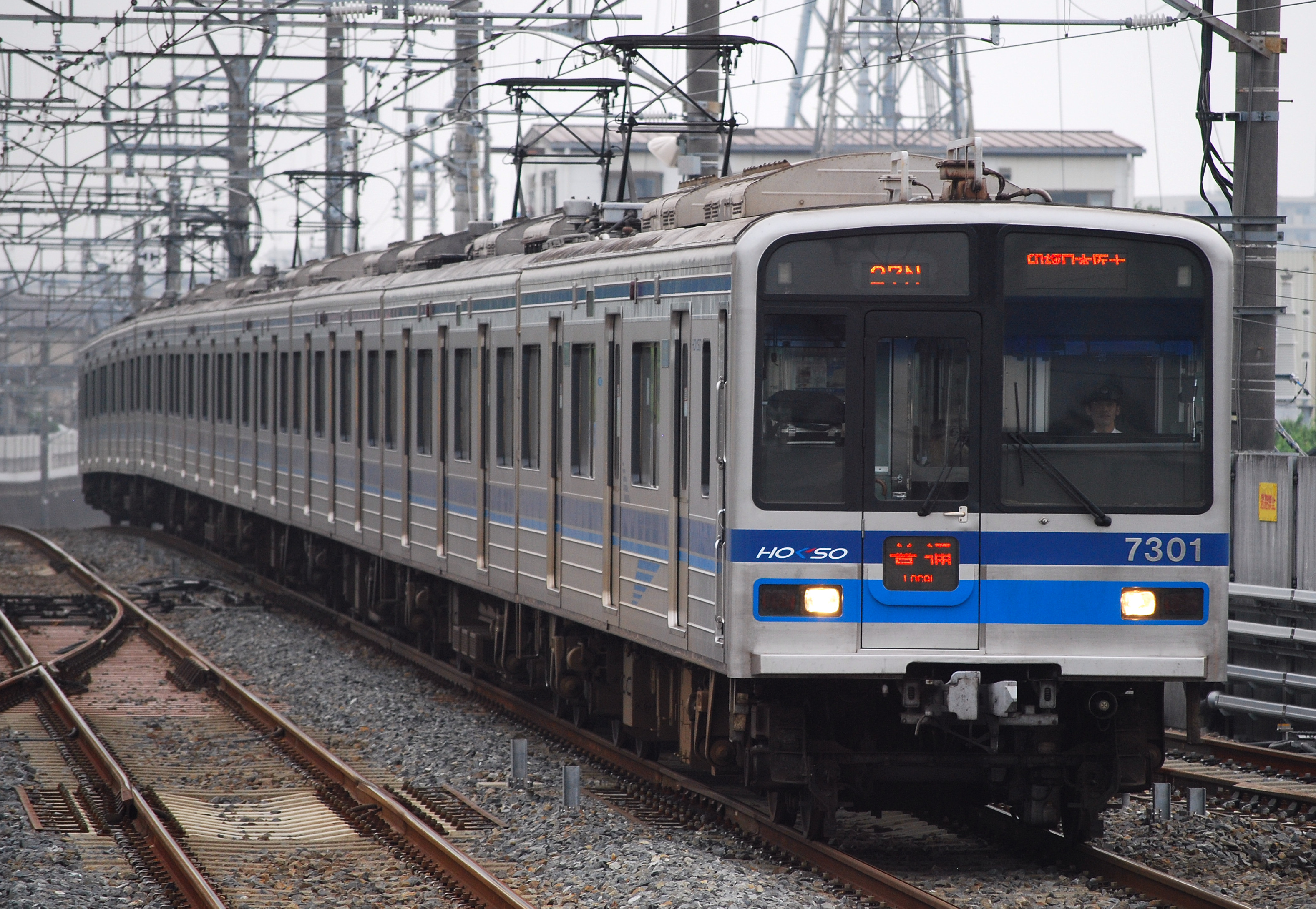
先頭車正面にロゴマークと側面にスリットデザインが追加された7308編成（2010年6月 東松戸駅）

### 表示装置のLED化
新造車は先頭車正面にある運行番号表示器が落成当初7セグメントマグサイン式であったが、2005年に7308編成が、2006年には7318編成もLED式に交換された。7308編成は2009年（平成21年）2月25日から行先・種別表示器を3色LED式に交換した（後にフルカラーLEDに交換）。7318編成も2011年（平成23年）3月に幕式からフルカラーLED式に交換された。
リース車も2010年（平成22年）5月に行先種別表示が幕式からフルカラーLED式に変更されている。
2023年度より運用番号表示器を3色LED式から白色LED式に交換されている。

### 前面スカートの設置
新造車は、落成当初は京成3700形1次車と同じく排障器（スカート）が設置されていなかった。京成3700形では排障器（スカート）を設置しないで落成した1次車も含めて後年全編成にスカートの設置が行われ、北総車も後にスカートが設置された。

### 車体帯のデザイン変更
7500形と車体帯デザインを統一するため、2007年に当時在籍していた全編成に「HOK'SO」のロゴマークと、両先頭車側面には航空機のウイングをイメージしたスリットデザインが追加された。このデザインには、京成成田空港線（成田スカイアクセス）の開業により北総鉄道が東京国際空港（羽田空港）と成田国際空港の双方を結ぶという意味が込められている。

### パンタグラフの交換
新造車は2015年 - 2016年にパンタグラフを下枠交差式（PT4819-A-M）からシングルアーム式（PT7131-B）に交換した。

### 前照灯の交換

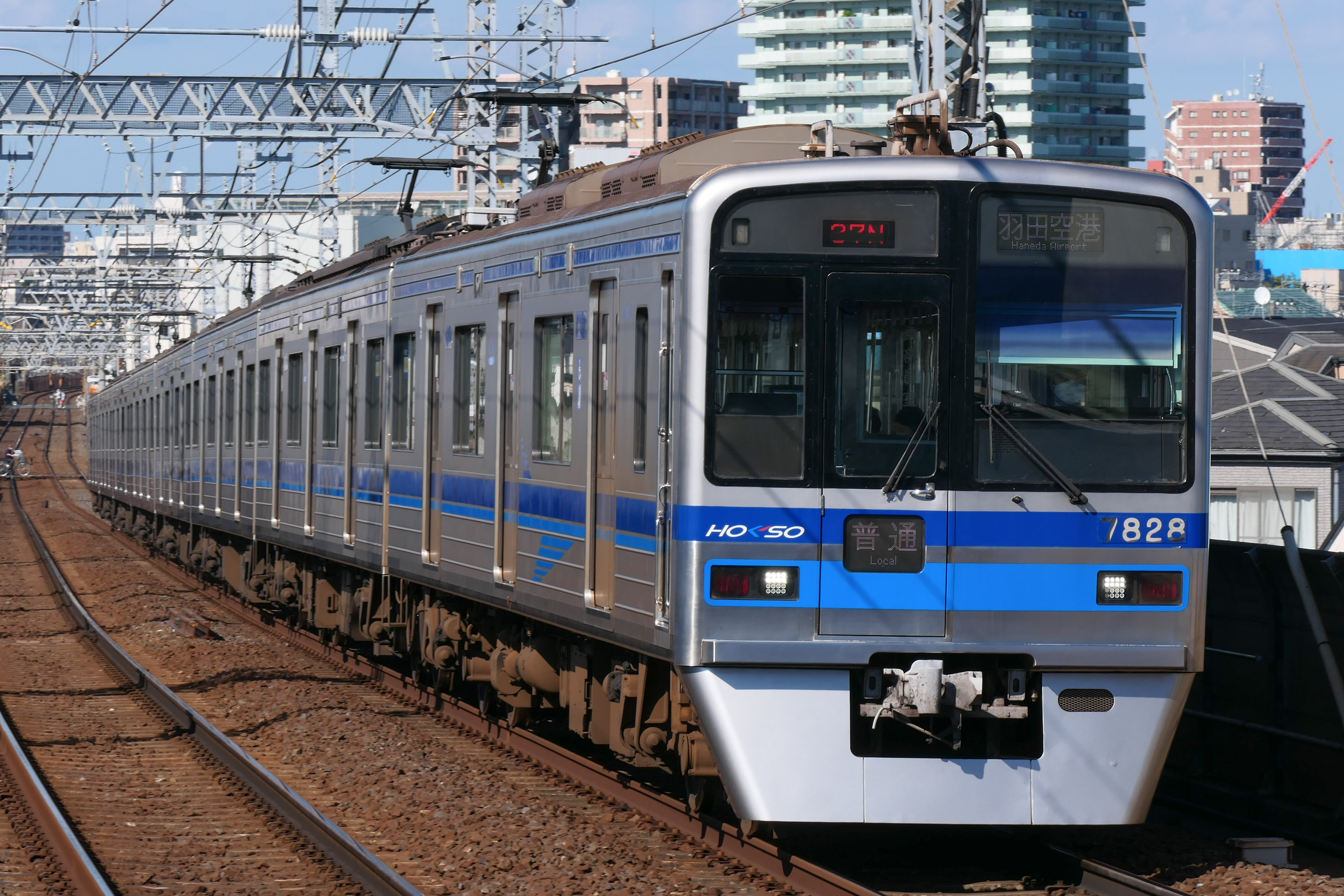
前照灯が白色LED化された7828編成（2021年7月17日 四ツ木駅）

2020年度に前照灯がハロゲンライトから白色LEDに交換された。（7818編成は交換されずに京成へ返却）

## 編成表
|                       | ← 浦賀印旛日本医大 → |             |             |             |             |             |             |             |        |                    |
| 形式                  | 7300形 M2C           | 7300形 M1   | 7300形 T    | 7300形 M1'  | 7300形 M2   | 7300形 T    | 7300形 M1   | 7300形 M2C  | 製造所 | 竣工 or リース時期 |
| 機器配置              | CP                   | VVVF        | DDC         | VVVF        | CP          | DDC         | VVVF        | CP          | 製造所 | 竣工 or リース時期 |
| 車両番号 （京成車号） | 7308                 | 7307        | 7306        | 7305        | 7304        | 7303        | 7302        | 7301        | 東急   | 1991.03            |
| 車両番号 （京成車号） | 7318                 | 7317        | 7316        | 7315        | 7314        | 7313        | 7312        | 7311        | 日車   | 1991.03            |
| 車両番号 （京成車号） | 7808 (3808)          | 7807 (3807) | 7806 (3806) | 7805 (3805) | 7804 (3804) | 7803 (3803) | 7802 (3802) | 7801 (3801) | 日車   | (2003.02)          |
| 車両番号 （京成車号） | 7818 (3748)          | 7817 (3747) | 7816 (3746) | 7815 (3745) | 7814 (3744) | 7813 (3743) | 7812 (3742) | 7811 (3741) | 日車   | (2015.03)          |
| 車両番号 （京成車号） | 7828 (3778)          | 7827 (3777) | 7826 (3776) | 7825 (3775) | 7824 (3774) | 7823 (3773) | 7822 (3772) | 7821 (3771) | 東急   | (2018.02)          |
| 車両番号 （京成車号） | 7838 (3768)          | 7837 (3767) | 7836 (3766) | 7835 (3765) | 7834 (3764) | 7833 (3763) | 7832 (3762) | 7831 (3761) | 日車   | (2021.12)          |
| 車両番号 （京成車号） | 9808 (3738)          | 9807 (3737) | 9806 (3736) | 9805 (3735) | 9804 (3734) | 9803 (3733) | 9802 (3732) | 9801 (3731) | 東急   | (2017.03)          |

凡例・備考
- VVVF：主制御器（VVVFインバータ/1C8M）
- DDC：補助電源装置（DC-DCコンバータ）
- CP：空気圧縮機
- 東急：東急車輛製造
- 日車：日本車輌製造
- 灰色網掛け：返却済みのリース編成
- 黄色網掛け：千葉ニュータウン鉄道の編成
- 右端の行は竣工時期もしくはリースの開始時期を示し、リースの場合はカッコ内に記す。

## 運用区間

### 定期運用区間
- 北総鉄道北総線：京成高砂 - 印旛日本医大間
- 京成本線・押上線：京成高砂 - 青砥 - 押上間
- 都営地下鉄浅草線：押上 - 泉岳寺 - 西馬込間
- 京急本線・空港線：泉岳寺 - 京急蒲田 - 羽田空港第1・第2ターミナル駅間

### かつての定期運用区間
- 新京成電鉄・新京成線（現：京成松戸線）：松戸 - 北初富 - 新鎌ヶ谷間
  - 1992年（平成4年）7月まで北総線の新鎌ヶ谷駅と新京成線の北初富駅を結ぶ連絡線を経由して松戸駅まで入線していた。新京成線の新鎌ヶ谷駅開業に伴い、廃止された。
- 京急本線・逗子線：京急蒲田 - 金沢八景 - 新逗子（現：逗子・葉山）間
  - 1993年（平成5年）4月から1999年（平成11年）7月まで乗り入れていた[10]。

### 臨時列車

#### ほくそう春まつり
- 2017年4月23日に9808編成を使用し、京成上野 - 京成高砂 - 千葉ニュータウン中央間を特急として運転された[8]。
- 2018年4月22日に7828編成を使用し、京成上野 - 京成高砂 - 千葉ニュータウン中央間を特急として運転された[11][12]。
- 2024年4月21日に7308編成を使用し、東成田 - 京成高砂 - 千葉ニュータウン中央間を特急として運転された[13][14]。